# 百色闭壳龟
百色闭壳龟（学名：Cuora mccordi）为龟科闭壳龟属的爬行动物。只分布于中国大陆广西。该物种的模式产地在广西百色附近山地。
本種由Ernst在1988年取自中國寵物貿易的個體描述，這龜一直缺乏分佈數據，直至19年後，即2007年才有野外的發現報告。這是世界上最瀕危的中國特有龜類，且傳統中醫和寵物龜愛好者皆對百色闭壳龟有需求。本種一度被認為背甲只達到14厘米長，但後來發現長達18厘米的標本。